# Leninski (obwód brzeski)
Leninski (błr. Ленінскі; ros. Ленинский; hist. Ateczyzna, Atteczyzna) – agromiasteczko na Białorusi, w rejonie żabineckim obwodu brzeskiego, około 7 km na południowy wschód od Żabinki. Siedziba sielsowietu.
Znajduje się tu parafialna cerkiew prawosławna pw. Ikony Matki Bożej  „Niewyczerpany Kielich”.

## Historia
Atteczyzna po raz pierwszy pojawia się w dokumentach w II połowie XVII wieku (jako własność niejakich Fiediuszków). W XVIII wieku dobra te zostały nabyte od rodziny Siekluckich przez rodzinę Bielskich i pozostawały w rękach męskich potomków tego rodu aż do 1939 roku. Ostatnim dziedzicem majątku był urodzony tu Edward Bielski (1878–1965), syn Ksawerego (1842–1919) i wnuk Józefa (1811–1866).
Po III rozbiorze Polski w 1795 roku Atteczyzna, wcześniej należąca do województwa brzeskolitewskiego Rzeczypospolitej, znalazła się na terenie guberni słonimskiej (1795–1796), później litewskiej (1797–1801) i grodzieńskiej (1801–1915) Imperium Rosyjskiego. 
Po ustabilizowaniu się granicy polsko-radzieckiej w 1921 roku Atteczyzna znalazła się na terenie Polski, w województwie poleskim, w powiecie kobryńskim, do 18 kwietnia 1928 w gminie Rohoźna, następnie w gminie Oziaty. Od 1945 roku – w ZSRR, od 1991 roku – na terenie Republiki Białorusi.
W 1845 roku we wsi mieszkało 461 osób z rodzin chłopskich, w 1862 roku – we dworze mieszkało 80 osób, 410 osób było uwłaszczonych. W 1897 roku prowadził tędy gościniec na trasie Warszawa-Moskwa, mieszkało tu wtedy 48 osób. W 1921 miejscowość liczyła 118 mieszkańców, zamieszkałych w 6 budynkach, w tym 54 Polaków, 53 Białorusinów i 11 Żydów. 54 mieszkańców było wyznania rzymskokatolickiego, 53 prawosławnego i 11 mojżeszowego.
W 1905 roku pracował tu browar należący do Bielskich. Browar istnieje do dziś. We wsi działa kilka zakładów rolniczych, w tym pszczelarski. Ponadto jest tu oddział banku (Biełarusbank), poczta, dom kultury, szkoła średnia, sklep, żłobek i ambulatorium.
Dziś przez Leninski przebiega droga magistralna M1. Wieś jest po południowej stronie autostrady, a pozostałości po majątku Bielskich – po jej północnej stronie. 

## Dwór

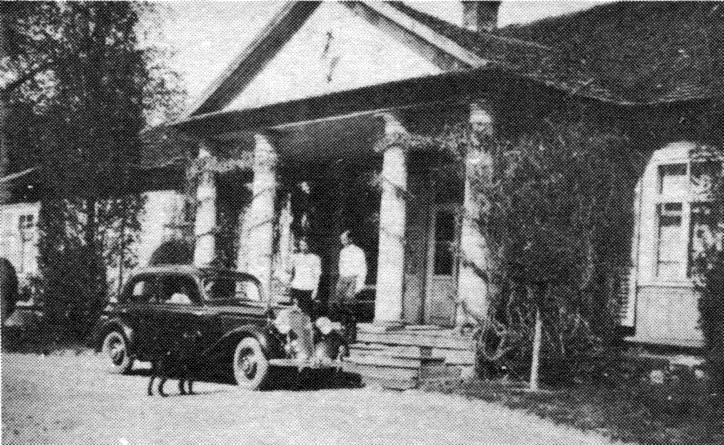
Dwór Bielskich przed 1939 rokiem

Bielscy wybudowali tu w XVIII wieku dwór. Był to długi, parterowy, drewniany dom, na wysokiej podmurówce, kryty wysokim, czterospadowym dachem gontowym. Od strony zajazdu posiadał ganek zwieńczony trójkątnym szczytem wspartym na czterech kolumnach. Ksawery Bielski w II połowie XIX wieku rozbudował lewe skrzydło, dodając 4 pokoje. Wnętrze mieściło obszerny korytarz i 14 pokoi. Całą szerokość domu zajmował też ogród zimowy, do którego przylegał duży salon, który, podobnie jak biblioteka, był umeblowany intarsjowanymi meblami mahoniowymi. Na ścianach wisiało wiele cennych obrazów, m.in.: Święta Rodzina, uważana za oryginał Rubensa, dwa obrazy Greuze'a. Wszystkie obrazy zostały zrabowane przez wojska niemieckie w 1915 roku. W czasie II wojny światowej zrabowano pozostałe ruchome resztki. W czasie wojny dwór spłonął.
Dwór stał wśród wielkiego parku, którego powierzchnia początkowo miała 15 ha, ale na początku XX wieku dodano kolejne 12 ha. W 1910 roku park przeprojektował Franciszek Szanior. Przed domem rozciągał się ogromny trawnik. W pobliżu rósł dąb, którego wiek oceniano na 700–800 lat. Leciwy dąb uratował się. Obecnie jest pomnikiem przyrody, ma średnicę pnia 2,6 m i wysokość 25 m. Na terenie majątku istnieją obecnie tylko: browar i dom jego pracowników, jedna z oficyn, resztki parku z alejkami i mostkami.
Majątek w Atteczyźnie jest opisany w 2. tomie Dziejów rezydencji na dawnych kresach Rzeczypospolitej Romana Aftanazego.